# 国難
| ウィキペディアには「国難」という見出しの百科事典記事はありません（タイトルに「国難」を含むページの一覧/「国難」で始まるページの一覧）。 代わりにウィクショナリーのページ「国難」が役に立つかもしれません。 |